# Frithiof Richter
Frithiof Gustaf Richter, född 15 mars 1882 i Karlsruhe, Tyskland, död 15 mars 1959 i Göteborg, var en svensk bildhuggare.
Han var son till bildhuggaren Gustav Friedrich Stefan Richter och Maria Sofia Larsson. Richter studerade vid Slöjdföreningens skola i Göteborg samt under sju år för professor Fridolin Dietsche i Karlsruhe. Han var anställd som lärare i träskärning vid Slöjdföreningens skola 1923–1945. Bland hans offentliga arbeten märks två ljuskronor och altarskranket i Utbynäs kyrka samt änglar för Flatö kyrka samt ett antal gravmonument. Han deltog i tävlingarna om ett Industrimonument 1909 och Nationalmonumentet 1910.